# Призраци на бивши гаджета
„Призраци на бивши гаджета“ (на английски: Ghosts of Girlfriends Past) е американски филм от 2009 г. Сценарият на Джон Лукас и Скот Мур е създаден по мотиви от Коледна песен на Чарлз Дикенс. Филмът е режисиран от Марк Уотърс и е заснет между 19 февруари и юли 2008 г. в Масачузетс.

## Актьорски състав
| Актьор          | Роля              |
| --------------- | ----------------- |
| Матю Макконъхи  | Конър Мийд        |
| Дженифър Гарнър | Джени Пероти      |
| Майкъл Дъглас   | Уейн Мийд         |
| Брекин Майър    | Пол Мийд          |
| Лейси Шабер     | Сандра Волкъм     |
| Ема Стоун       | Алисън Вандермирш |
| Робърт Форстър  | сержант Волкъм    |
| Ан Арчър        | Вонда Волкъм      |
| Даниъл Сънджата | Брад              |
| Норийн Деулф    | Мелани            |
| Аманда Уолш     | Денис             |
| Кристина Милиан | Калиа             |
| Камил Гуати     | Дона              |